# ماري بيكون
ماري بيكون (بالإنجليزية: Mary Bacon)‏ هي فارسة أمريكية، ولدت في 1948 في شيكاغو في الولايات المتحدة، وتوفيت في 8 يونيو 1991.